# Alunda
Alunda är en tätort i Östhammars kommun i Uppsala län och kyrkby i Alunda socken. Befolkningen uppgår till drygt 2 500 invånare. 
Alunda ligger på ett mindre höjdparti mellan två slättlandskap. Markförhållandena växlar mellan berg i dagen, morän och lera. Tätorten delas i två delar av länsväg 288 och Foghammarsån/Kilbyån. De löper parallellt i sydvästlig riktning. Sydost om ån ligger Foghammar.

## Befolkningsutveckling
| Befolkningsutvecklingen i Alunda 1950–2020 | Befolkningsutvecklingen i Alunda 1950–2020 | Befolkningsutvecklingen i Alunda 1950–2020 | Befolkningsutvecklingen i Alunda 1950–2020 | Befolkningsutvecklingen i Alunda 1950–2020 |
| ------------------------------------------ | ------------------------------------------ | ------------------------------------------ | ------------------------------------------ | ------------------------------------------ |
|                                            |                                            |                                            |                                            |                                            |
| År                                         |                                            |                                            | Folkmängd                                  | Areal (ha)                                 |
| 1950                                       | 1950                                       |                                            | 286                                        |                                            |
| 1960                                       | 1960                                       |                                            | 628                                        |                                            |
| 1965                                       | 1965                                       |                                            | 719                                        |                                            |
| 1970                                       | 1970                                       |                                            | 940                                        |                                            |
| 1975                                       | 1975                                       |                                            | 1 319                                      |                                            |
| 1980                                       | 1980                                       |                                            | 1 531                                      |                                            |
| 1990                                       | 1990                                       |                                            | 2 188                                      | 189                                        |
| 1995                                       | 1995                                       |                                            | 2 269                                      | 191                                        |
| 2000                                       | 2000                                       |                                            | 2 274                                      | 193                                        |
| 2005                                       | 2005                                       |                                            | 2 224                                      | 207                                        |
| 2010                                       | 2010                                       |                                            | 2 317                                      | 228                                        |
| 2015                                       | 2015                                       |                                            | 2 506                                      | 296                                        |
| 2020                                       | 2020                                       |                                            | 2 642                                      | 326                                        |
|                                            |                                            |                                            |                                            |                                            |

## Bebyggelse
Alunda kyrka ligger väl synlig i slättlandskapet. 
De äldsta delarna av Alunda tätort ligger på östra sidan av ån. I Foghammar finns en välbevarad och representativ egnahemsbebyggelse från 1900-talets första hälft. Här fanns tidigare även järnväg - den nedlagda Faringe-Gimo Järnväg -  med stationshus. Alundas nuvarande centrum är uppbyggt kring Marmavägen, som tidigare var genomfartsväg. Här uppfördes bland annat två affärs- och bostadshus i slutet av 1950-talet. Under senare årtionden har samhället expanderat kraftigt. Nya områden har bebyggts främst med småhus, men även enstaka flerbostadshus.
Alunda har tidigare haft en järnvägsstation. Det gamla stationshuset finns ännu kvar.

## Kultur och sevärdheter
Strax utanför Alunda i Söderby ligger Modelljärnvägens hus, som har en större modelljärnvägsutställning och utställningsträdgård. Utställningarna och caféet är säsongsöppna sommartid.